# Beornrad de Mercia
Beornrad o Beornred (Anglosajón: Beornrǣd) fue un monarca mercio de breve reinado. Reinó en Mercia en 757 tras la muerte de Ethelbaldo, y fue derrotado por Offa, tras lo que huyó.
Según la Crónica anglosajona, en 757:

7 þy ilcan geare mon ofsloh Æþelbald Mearcna cyning on Sæcandune, 7 his lic ræsteð on Hreopandune, 7 he ricsade .xli. wintra. 7 Beornred feng to rice 7 lytle hwile heold 7 ungefealice, 7 þy ilcan geare Offa geflemde Beornred 7 feng to þam rice 7 heold .xxxix. wintra, ...
y en el mismo año Ethelbaldo, rey de Mercia, fue muerto en Seckington, y su cuerpo descansa en Repton; y gobernó durante 41 años. Y entonces Beornrad heredó el reino, y los gobernó infelizmente durante un breve periodo; y ese mismo año Offa hizo huir a Beornrad y heredó el reino, y se mantuvo en él durante 39 años.

| Predecesor: Ethelbaldo | Rey de Mercia 757 | Sucesor: Offa |